# Michel Jalakh
Michel Jalakh (Baouchrieh, 27 de agosto de 1966) es un arzobispo maronita libanes, Secretario dicasterio para las iglesia orientales ,Arzobispo titular de Nisibi dei Maroniti

## Biografía
Después de asistir al seminario, el 15 de agosto de 1983  se unió a la Orden Antoniana Maronita .
El 10 de agosto de 1991 fue ordenado sacerdote . Continuó sus estudios eclesiásticos estudiando filosofía y teología en la Universidad Pontificia de Santo Tomás de Aquino y posteriormente obteniendo el doctorado en eclesiología en  2008 en el Pontificio Instituto Oriental de Roma .
En 1993 fue nombrado tesorero de los bienes de su orden en Roma, más tarde procurador general ante la Santa Sede, mientras que en abril de 2013 fue elegido secretario general del Consejo de Iglesias de Oriente Medio; Ocupó el cargo hasta 2018.
De 2017 a 2023 se desempeñó como rector de la Universidad  Antonine en Baabda.
El 15 de febrero de 2023, el Papa Francisco lo nombró secretario del Dicasterio para las Iglesias Orientales; Ya había trabajado en el mismo Ministerio como asistente de secretaría entre 2000 y 2008 .
Desde el 23 de enero de 2024 es consultor del Dicasterio para la Promoción de la Unidad de los Cristianos.
El 8 de marzo de 2024 fue nombrado arzobispo titular de Nisibis de los Maronitas. El 8 de junio siguiente recibió la ordenación episcopal del cardenal Béchara Boutros Raï, patriarca de Antioquía de los Maronitas ; co-consagrando al cardenal Claudio Gugerotti y a los arzobispos Paul Abdel Sater y Antoine Farès Bou Najem .

## Obras
- Michel Jalakh (2014). Ecclesiological Identity of the Eastern Catholic Churches: Orientalium Ecclesiarum 30 and Beyond. Edizioni Orientalia Christiana. pp. x, 352. ISBN 978-8872103906.